# Štefan Luby (prawnik)
Štefan Luby (ur. 5 stycznia 1910 w Liptowskim Gródku, zm. 10 października 1976 w Bratysławie) – słowacki prawnik i nauczyciel akademicki, akademik Czechosłowackiej Akademii Nauk i Słowackiej Akademii Nauk; opracował teorię odpowiedzialności prawnej.

## Życiorys
Ukończył gimnazjum w Liptowskim Mikulaszu, a następnie studiował prawo w Bratysławie, Pradze i Paryżu. W 1934 ukończył studia na Wydziale Prawa Uniwersytetu Komeńskiego w Bratysławie, gdzie również rozpoczął karierę naukową. Po studiach w Lipsku, Zurychu i Paryżu, w 1937 uzyskał habilitację w Bratysławie, dwa lata później został mianowany nadzwyczajnym, a od kolejnych dwóch lat profesorem zwyczajnym prawa cywilnego. Stopień naukowy doktora nauk uzyskał w 1958 roku na Wydziale Prawa w Bratysławie, na czele którego w latach 1942–1944 i 1949–1950 kierował również jako dziekan, do 1959, kiedy został przeniesiony do Instytutu Państwa i Prawa Słowackiej Akademii Nauk. Wykładał również na Uniwersytecie Ekonomicznym w Bratysławie. Naukowo, poza ogólnymi zagadnieniami prawa cywilnego, zajmował się historią prawną, prawem porównawczym, prawem autorskim, prawem mieszkaniowym, a później także zagadnieniem transplantacyjnym czy środowiskowym.
W 1968 roku uzyskał stopień akademika Czechosłowackiej Akademii Nauk i Słowackiej Akademii Nauk.

## Odznaczenia
- Order Ľudovíta Štúra I Klasy (2005)

## Wybrane publikacje
- Liptovský a turčiansky register z roku 1931, 1932
- Le probleme des changements monétaires en matiere d'obligation, 1937
- Obyčajové právo a súdna prax, 1939
- Peňažné pohľadávky, 1939
- Slovenské všeobecné právo súkromné I, 1941
- Rodina a jej právne základy, 1942
- Dejiny súkromného práva na Slovensku, 1946
- Prevencia a zodpovednosť v občianskom práve, 1958
- Autorské právo, 1962
- Vlastníctvo bytov, 1971
- Zodpovednosť štátu za škodu spôsobenú rozhodnutím alebo úradným postupom, 1971
- Vynálezcovské právo (rukopis)